# سنگ‌چشم زاغی
سنگ‌چشم زاغی (نام علمی: Urolestes melanoleucus) نام یک گونه از تیره سنگ‌چشم است.